# Elio Fox
Elio Fox (New York, 1986) è un giocatore di poker statunitense.
È noto per la sua vittoria nel Main Event delle World Series of Poker Europe 2011: sconfiggendo nell'head-up finale il britannico Chris Moorman, ha vinto la cifra di 1400000 €.
Oltre al successo alle WSOPE, vanta un piazzamento a premi al World Poker Tour ed uno al North American Poker Tour.
Nel 2011 ha vinto la Bellagio Cup, disputata al Casinò Bellagio di Las Vegas, aggiudicandosi la cifra di 669692 $.